# 新庙街道
新庙街道，是中华人民共和国安徽省铜陵市铜官区下辖的一个乡镇级行政单位。

## 行政区划
新庙街道下辖以下地区：
立新社区和新湖社区。